# 渡辺定綱
渡辺 定綱（わたなべ さだつな）は、江戸時代前期から中期にかけての尾張藩家老。渡辺半蔵家5代当主。

## 略歴
寛文8年（1668年）、渡辺藤蔵長綱の次男として誕生した。父・長綱は、寺部領主渡辺半蔵家2代・渡辺重綱の子で、慶安元年（1648年）父の死後、その隠居領2000石を相続して分家した。
元禄2年（1689年）、半蔵家4代・渡辺宣綱が男子なく没し、分家の定綱が養子となってその遺跡を相続することとなった。同年江戸に出府し、江戸城で5代将軍・徳川綱吉に拝謁し、家督相続の御礼言上を許可された。これが以後の渡辺家の先例となる。元禄10年（1697年）、尾張藩年寄の列に加えられる。元禄13年（1700年）従五位下・飛騨守に叙任される。元禄14年（1701年）、老中・稲葉正往を通じ、縁戚の幕府大目付・渡辺綱貞が越後騒動に関連して流罪となった影響で、先代宣綱より途絶えていた将軍家への献上儀礼の再開を求め、認められる。

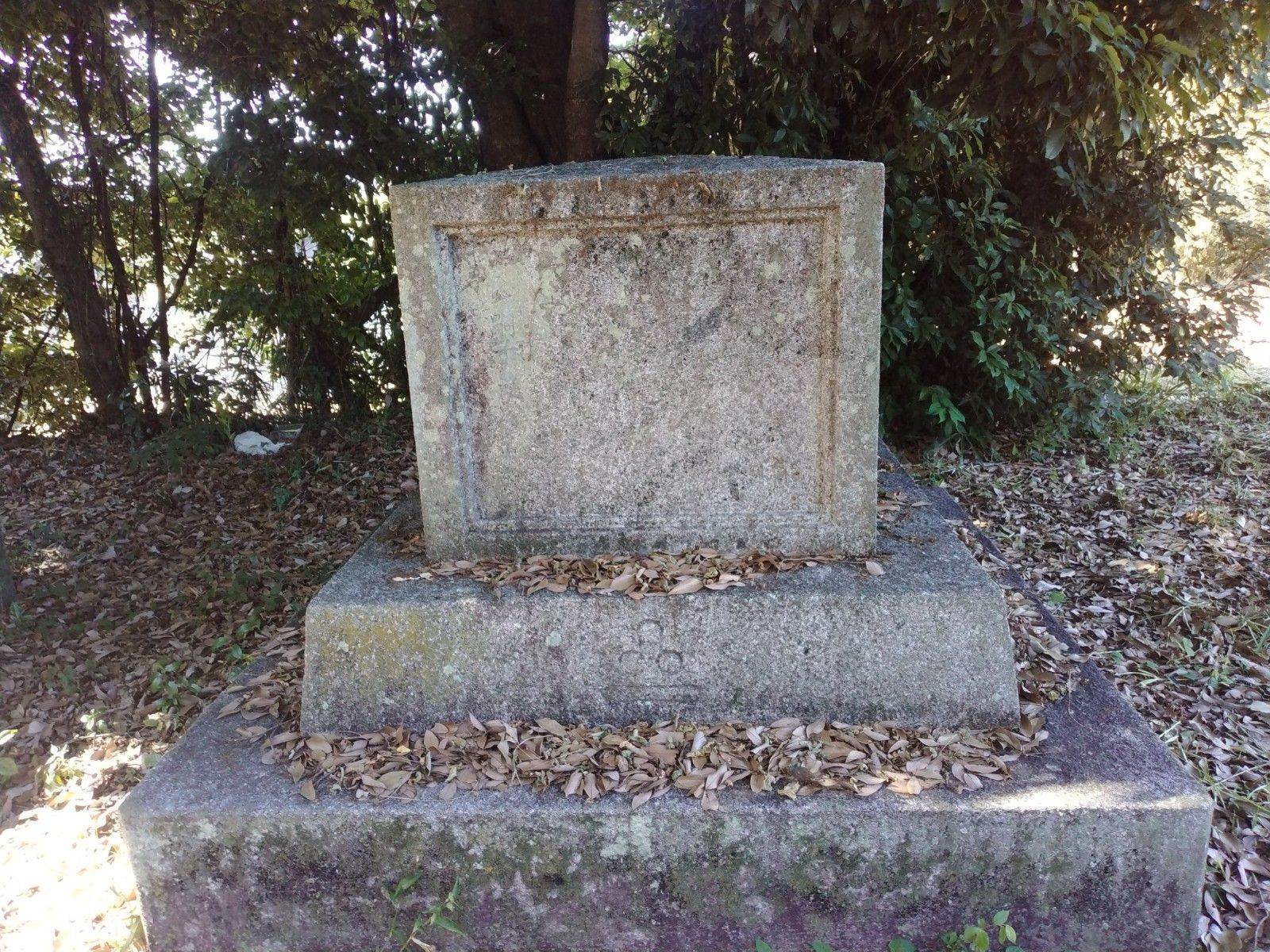
渡辺定綱の墓(豊田市守綱寺)

正徳5年（1715年）2月10日没。享年48。